# Sci alpino ai IV Giochi paralimpici invernali
Per lo sci alpino ai IV Giochi paralimpici invernali di Innsbruck 1988 furono disputate 44 gare (29 maschili e 14 femminili).

## Medagliere
| Posizione | Paese          |    |    |    | Totale |
| --------- | -------------- | -- | -- | -- | ------ |
| 1         | Austria        | 15 | 4  | 8  | 27     |
| 2         | Germania Ovest | 7  | 5  | 5  | 17     |
| 3         | Stati Uniti    | 6  | 17 | 5  | 28     |
| 4         | Svizzera       | 5  | 4  | 5  | 14     |
| 5         | Francia        | 3  | 4  | 2  | 9      |
| 6         | Italia         | 2  | 0  | 4  | 6      |
| 7         | Norvegia       | 2  | 0  | 0  | 2      |
| 8         | Svezia         | 1  | 4  | 2  | 5      |
| 9         | Canada         | 1  | 3  | 4  | 8      |
| 10        | Spagna         | 1  | 0  | 1  | 2      |
| 11        | Nuova Zelanda  | 0  | 1  | 0  | 1      |
| 12        | Polonia        | 0  | 0  | 3  | 3      |
| 13        | Giappone       | 0  | 0  | 2  | 2      |
| Totale    | Totale         | 43 | 42 | 41 | 126    |

## Podi
Le gare erano divise in:
- Discesa libera: uomini - donne
- Slalom gigante: uomini - donne
- Slalom speciale: uomini - donne

Ogni evento era separato in In piedi, Seduti e Ipo o non vedenti:
- LW2 - in piedi: amputazione alla singola gamba sopra il ginocchio
- LW3 - in piedi: amputazione ad entrambe le gambe sotto il ginocchio, paralisi cerebrale lieve o danno equivalente
- LW4 - in piedi: amputazione alla singola gamba sotto il ginocchio
- LW5/7 - in piedi: doppia amputazione braccia
- LW6/8 - in piedi: amputazione al singolo braccio
- LW9 - in piedi: amputazione o menomazione equivalente di un braccio e di una gamba
- LW10 - seduti: paraplegia con o nessuna funzione addominale superiore e nessun equilibrio di seduta funzionale
- B1 - ipo o non vedenti: nessuna funzione visiva
- B2 - ipo o non vedenti: funzione visiva dal 3 al 5%
- B3 - ipo o non vedenti: funzione visiva sotto il 10%

### Uomini
| Evento          | Classe              | Oro               | Argento           | Bronzo |
| Discesa libera  |                     |                   |                   |        |
| B1              | Franz Griessbacher  | Mats Linder       | Willi Hohm        |        |
| B2              | Odo Habermann       | Stephane Saas     | Antonio Marziali  |        |
| B3              | Bruno Oberhammer    | Uli Rompel        | Josef Erlacher    |        |
| LW1             | Dan Ashbaugh        | Mark Godfrey      | Stephen Ellefson  |        |
| LW2             | Fritz Berger        | Greg Mannino      | Michael Hipp      |        |
| LW3             | Bernard Baudean     | Gerhard Langer    | Franciszek Tracz  |        |
| LW4             | Paul Fournier       | Hans Burn         | Rik Heid          |        |
| LW5/7           | Cato Zahl Pedersen  | Kip Roth          | Lars Lundstroem   |        |
| LW6/8           | Markus Pfefferle    | Paul Neukomm      | Meinhard Tatschl  |        |
| LW9             | Eberhard Seischab   | Tristan Mouric    | Robert Stroshine  |        |
| Slalom gigante  |                     |                   |                   |        |
| B1              | Franz Griessbacher  | Mats Linder       | John Houston      |        |
| B2              | Odo Habermann       | Stephane Saas     | Gerhard Pscheider |        |
| B3              | Bruno Oberhammer    | Uli Rompel        | Manfred Perfler   |        |
| LW1             | Dan Ashbaugh        | Mark Godfrey      | Tsutomu Mino      |        |
| LW2             | Alexander Spitz     | Greg Mannino      | Rainer Bergmann   |        |
| LW3             | Paul Dibello        | Bernard Baudean   | Gerhard Langer    |        |
| LW4             | Josef Meusburger    | Markus Ramsauer   | Hans Burn         |        |
| LW5/7           | Cato Zahl Pedersen  | Lars Lundstroem   | Matthias Berg     |        |
| LW6/8           | Meinhard Tatschl    | Markus Pfefferle  | Paul Neukomm      |        |
| LW9             | Tristan Mouric      | Eberhard Seischab | Robert Stroshine  |        |
| LW10            | Paul Bluschke       | Jacques Blanc     | Hermann Kollau    |        |
| Slalom speciale |                     |                   |                   |        |
| LW1             | Dan Ashbaugh        | Mark Godfrey      | Nessuno           |        |
| LW2             | Alexander Spitz     | David Jamison     | Michel Duranceau  |        |
| LW3*            | Nessuno             | Nessuno           | Nessuno           |        |
| LW4             | Paul Fournier       | Patrick Cooper    | Rik Heid          |        |
| LW5/7           | Lars Lundstroem     | Kip Roth          | Matthias Berg     |        |
| LW6/8           | Dietmar Schweninger | Markus Pfefferle  | Meinhard Tatschl  |        |
| LW9             | Tristan Mouric      | Eberhard Seischab | Don Garcia        |        |
| LW10            | Paul Bluschke       | Jacques Blanc     | Peter Wiedemann   |        |

* Tutti e quattro gli sciatori alpini partecipanti vennero squalificati.

### Donne
| Evento          | Classe              | Oro                | Argento            | Bronzo |
| Discesa libera  |                     |                    |                    |        |
| B1              | Susana Herrera      | Cara Dunne         | Carmela Cantisani  |        |
| B2              | Elisabeth Kellner   | Edith Hölzl        | Gabriele Berghofer |        |
| LW2             | Diana Golden        | Martha Hill        | Annemie Schneider  |        |
| LW4             | Reinhild Möller     | Lana Jo Chapin     | Lana Spreeman      |        |
| LW6/8           | Martina Altenberger | Nancy Gustafson    | Gunilla Ahren      |        |
| Slalom gigante  |                     |                    |                    |        |
| B1              | Elisabeth Maxwald   | Cara Dunne         | Susana Herrera     |        |
| B2              | Elisabeth Kellner   | Gabriele Berghofer | Edith Hölzl        |        |
| LW2             | Diana Golden        | Annemie Schneider  | Virginie Lopez     |        |
| LW4             | Reinhild Möller     | Lana Jo Chapin     | Beatrice Berthet   |        |
| LW6/8           | Martina Altenberger | Kathy Pitcher      | Eszbieta Dadok     |        |
| LW10            | Françoise Jacquerod | Marilyn Hamilton   | Emiko Ikeda        |        |
| Slalom speciale |                     |                    |                    |        |
| LW2             | Lynda Chyzyk        | Martha Hill        | Virginie Lopez     |        |
| LW4             | Reinhild Möller     | Lana Spreeman      | Beatrice Berthet   |        |
| LW6/8           | Martina Altenberger | Gunilla Ahren      | Eszbieta Dadok     |        |
| LW10            | Françoise Jacquerod | Nessuna            | Nessuna            |        |